# Melangyna damastor
Melangyna damastor är en tvåvingeart som först beskrevs av Walker 1849.  Melangyna damastor ingår i släktet flickblomflugor, och familjen blomflugor. Inga underarter finns listade i Catalogue of Life.